# Ammodiscella
Ammodiscella es un género de foraminífero bentónico de la subfamilia Tolypammininae, de la familia Ammodiscidae, de la superfamilia Ammodiscoidea, del suborden Ammodiscina y del orden Astrorhizida. Su especie-tipo es Ammodiscella virgilensis. Su rango cronoestratigráfico abarca el Virgiliense (Carbonífero superior).

## Discusión
Clasificaciones previas incluían Ammodiscella en el suborden Textulariina del orden Textulariida.

## Clasificación
Ammodiscella incluye a la siguiente especie:
- Ammodiscella virgilensis †

Otra especie considerada en Ammodiscella es:
- Ammodiscella posidonioformis †, de posición genérica incierta